# Kościół Najświętszej Maryi Panny Matki Kościoła w Gostyninie
Kościół Najświętszej Maryi Panny Matki Kościoła w Gostyninie – katolicki kościół parafialny znajdujący się w Gostyninie. Jest siedzibą parafii św. Marcina.

## Architektura i historia
Świątynia została zbudowana w stylu modernistycznym w latach 1969–1978. Stanęła na fundamentach rozebranego przez okupantów niemieckich w latach 1941–1942 wcześniejszego, neoromańskiego kościoła parafialnego. Projektantami byli architekt Władysław Pieńkowski oraz malarz Bohdan Urbanowicz. Inicjatorem budowy był ks. Józef Gerwatowski. Obiekt konsekrował biskup Bogdan Marian Sikorski w dniu 17 września 1978.

## Galeria

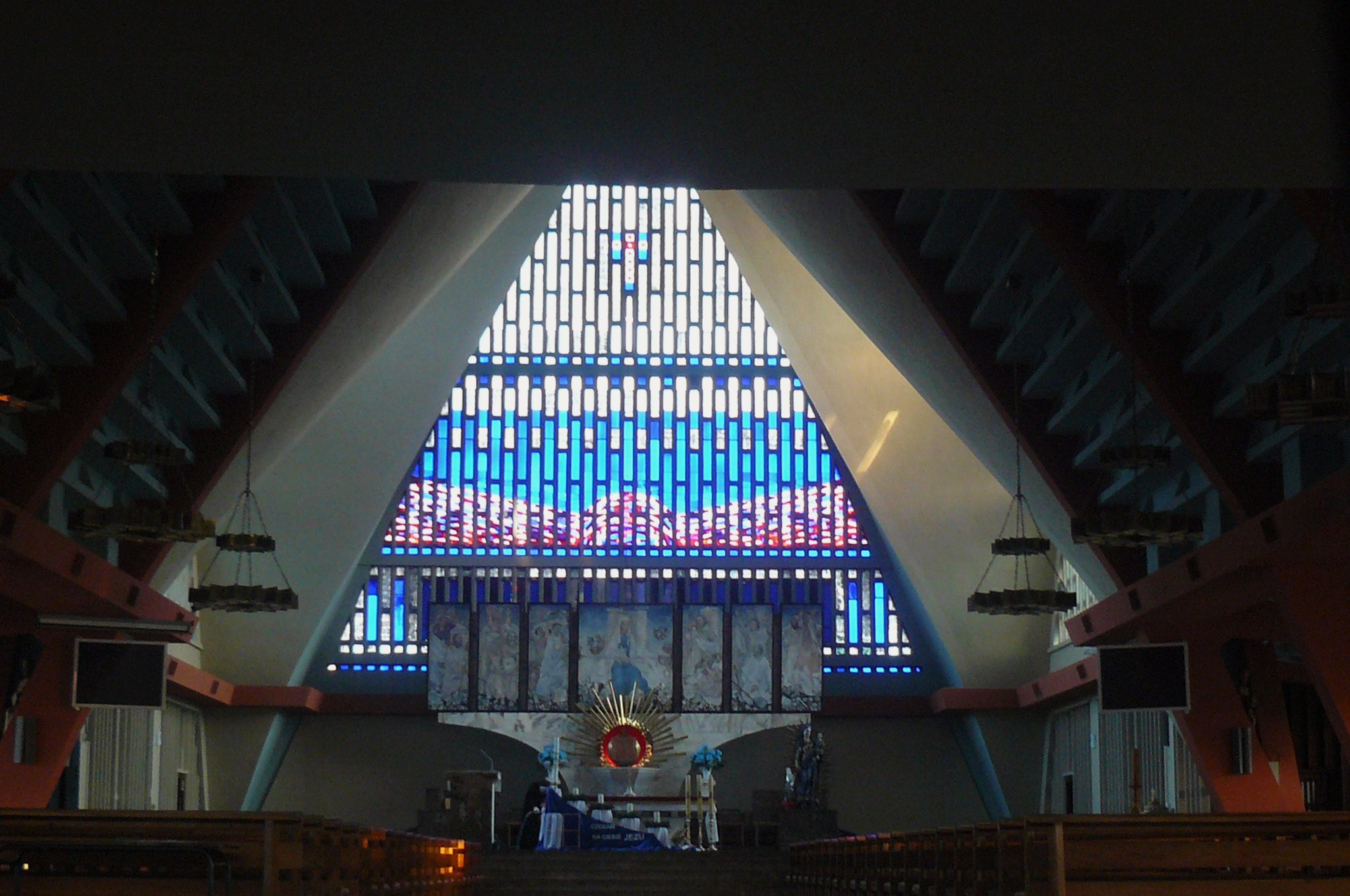
Wnętrze
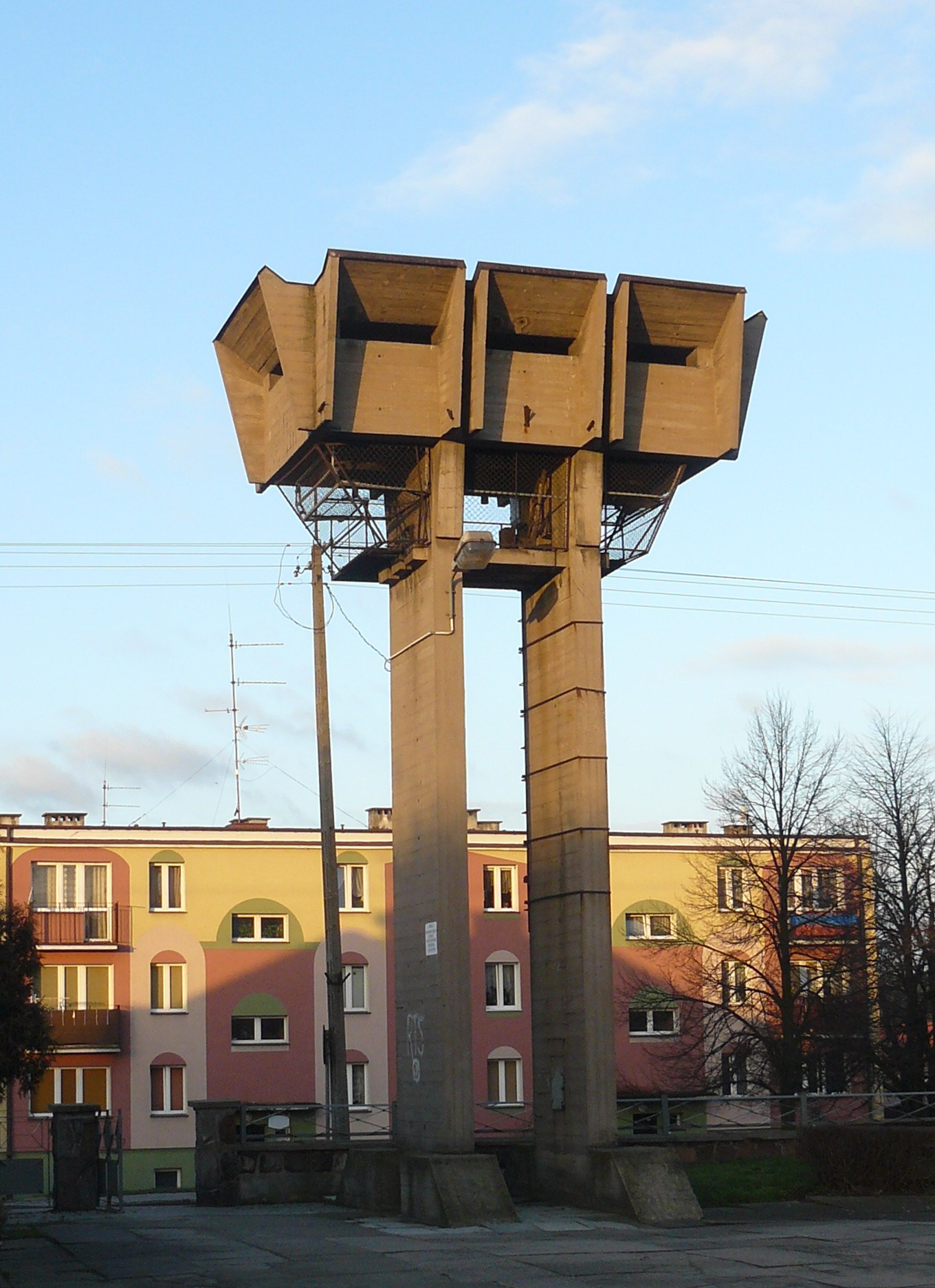
Dzwonnica
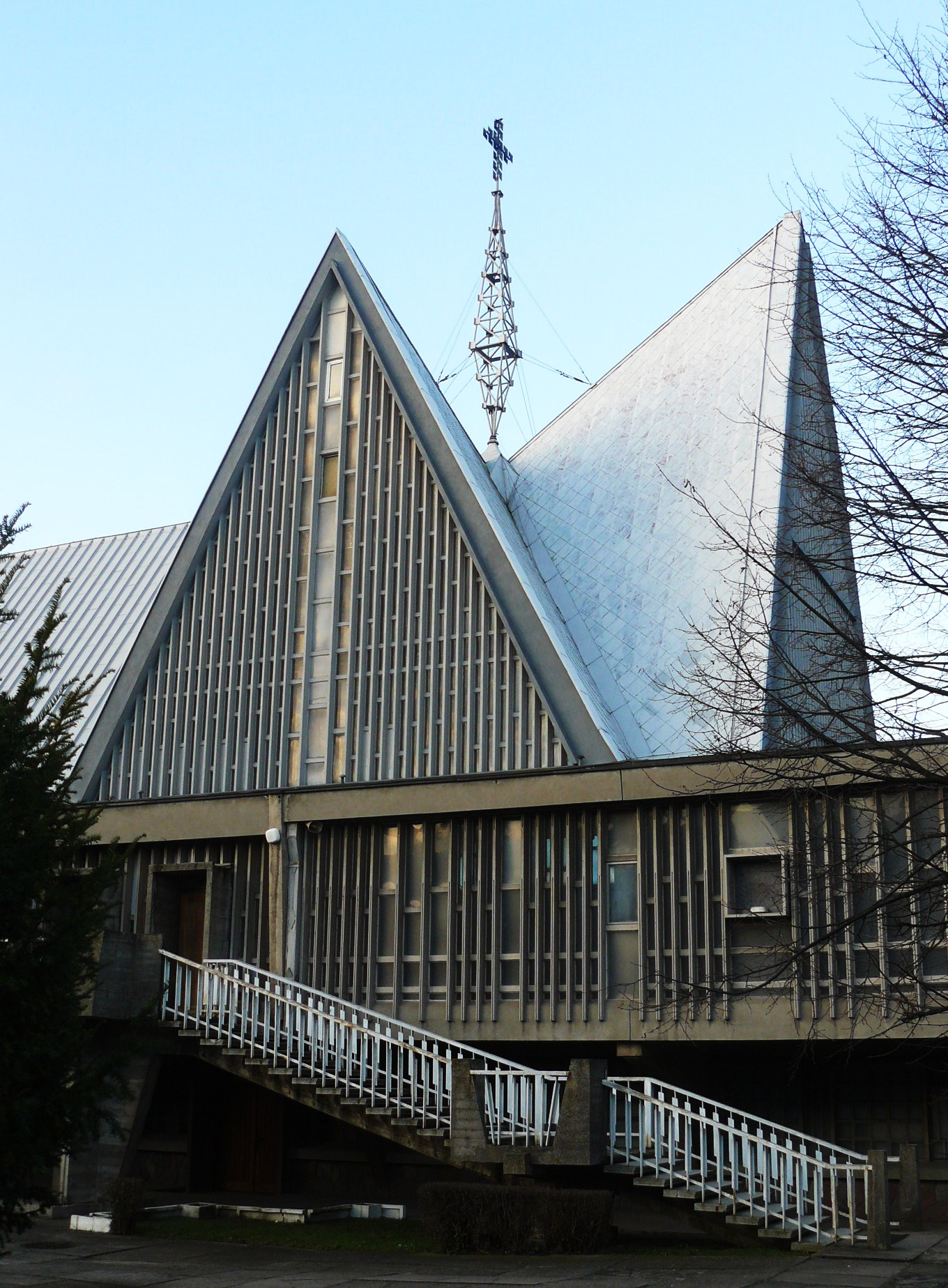
Elewacja boczna